# Holtermannia corniformis
Holtermannia corniformis är en svampart som beskrevs av Kobayasi 1937. Holtermannia corniformis ingår i släktet Holtermannia och familjen Tremellaceae.   Inga underarter finns listade i Catalogue of Life.